# Ammotrypane pygocirrata
Ammotrypane pygocirrata är en ringmaskart som beskrevs av Ehlers 1920. Ammotrypane pygocirrata ingår i släktet Ammotrypane och familjen Opheliidae. Inga underarter finns listade i Catalogue of Life.